# Apogonia vethi
Apogonia vethi är en skalbaggsart som beskrevs av Moser 1914. Apogonia vethi ingår i släktet Apogonia och familjen Melolonthidae. Inga underarter finns listade i Catalogue of Life.